# Kispirit
Kispirit là một thị trấn thuộc hạt Veszprém, Hungary. Thị trấn này có diện tích 4,96 km², dân số năm 2010 là 98 người, mật độ 20 người/km².